# Henrik Lundgaard
Henrik Lundgaard (Hedensted, Dinamarca; 26 de febrer de 1969) és un pilot de ral·li danès actualment retirat que va disputar proves del Campionat Mundial de Ral·lis i va ser guanyador del Campionat d'Europa de Ral·lis de l'any 2000 amb un Toyota Corolla WRC. Campió de Dinamarca els anys 1994 i 1998.

## Trajectòria
Lundgaard comença a disputar ral·lis a principis dels anys 90 amb un Opel Kadett. L'any 1994, amb un Opel Calibra, guanya el Campionat de Dinamarca de Ral·lis, quedant subcampió a l'any següent. La temporada 1996 queda quart del certamen nacional amb un Opel Astra. Lundgaard guanyaria un segon Campionat de Dinamarca l'any 1998 amb un Toyota Corolla WRC.
L'any 1997 participa al Ral·li de Monte-Carlo amb un Toyota Celica GT-Four en la que serà la seva primera participació a un ral·li del Campionat Mundial de Ral·lis.
De l'any 1999 al 2001 disputa diverses proves del Mundial i del Campionat d'Europa de Ral·lis dins de l'equip Toyota amb un Toyota Corolla WRC. Precisament l'any 2000 guanyaria el títol continental aconseguint la victòria en cinc de les proves, com el Ral·li de Turquia.